# Saint-Georges-des-Agoûts
Saint-Georges-des-Agoûts är en kommun i departementet Charente-Maritime i regionen Nouvelle-Aquitaine i västra Frankrike. Kommunen ligger  i kantonen Mirambeau som ligger i arrondissementet Jonzac. År 2022 hade Saint-Georges-des-Agoûts 281 invånare.

## Befolkningsutveckling
Antalet invånare i kommunen Saint-Georges-des-Agoûts
Referens:INSEE